# 严家院
严家大院，又称严子珍大院，位于中国云南省大理市喜洲镇四方街西南角，由清末民国时期开设“永昌祥”商号的云南巨商严子珍（1870—1941）建于1920年。严家院是典型的白族民居建筑，“三坊一照壁、四合五天井”，一进四院，木雕、砖石雕、泥塑、彩绘以及大理石屏等精美。2001年列为第五批全国重点文物保护单位。2012年完成全面修缮，2013年10月开设严家大院博物馆。